# Liste der Biografien/Kork
Liste der Biografien |
Portal Biografien |
Personensuche
# |
A |
B |
C |
D |
E |
F |
G |
H |
I |
J |
K |
L |
M |
N |
O |
P |
Q |
R |
S |
T |
U |
V |
W |
X |
Y |
Z |
?
 
Ka |
Kb |
Kc |
Kd |
Ke |
Kf |
Kg |
Kh |
Ki |
Kj |
Kl |
Km |
Kn |
Ko |
Kp |
Kr |
Ks |
Kt |
Ku |
Kv |
Kw |
Ky |
Kx |
Kz
 
Koa |
Kob |
Koc |
Kod |
Koe |
Kof |
Kog |
Koh |
Koi |
Koj |
Kok |
Kol |
Kom |
Kon |
Koo |
Kop |
Kor |
Kos |
Kot |
Kou |
Kov |
Kow |
Kox |
Koy |
Koz
 
Kora |
Korb |
Korc |
Kord |
Kore |
Korf |
Korg |
Korh |
Kori |
Korj |
Kork |
Korl |
Korm |
Korn |
Koro |
Korp |
Korr |
Kors |
Kort |
Koru |
Korv |
Korw |
Kory |
Korz
Die Liste der Biografien führt alle Personen auf, die in der deutschsprachigen Wikipedia einen Artikel haben. Dieses ist eine Teilliste mit 40 Einträgen von Personen, deren Namen mit den Buchstaben „Kork“ beginnt.

## Kork
- Kork, Andres (* 1950), estnischer Chirurg und Politiker, Minister
- Kork, August (1887–1937), estnischer Revolutionär und sowjetischer Offizier, Oberbefehlshaber des Moskauer Militärbezirks (1929–1935)
- Körk, Bora (* 1980), türkischer Fußballspieler
- Kork, Jenny (1872–1951), deutsche Malerin des Impressionismus

### Korke
- Korkeakunnas, Toni (* 1968), finnischer Fußballtrainer
- Korkeala, Sonja (* 1969), finnische Violinistin
- Korkealaakso, Moona (* 2002), finnische Leichtathletin
- Korkeasalo, Arttu (* 2000), finnischer Kugelstoßer
- Körkel, Joachim (* 1954), deutscher Psychologe und Suchtforscher

### Korkh
- Korkhaus, Gustav (1895–1978), deutscher Zahnarzt

### Korki
- Korkia, Micheil (1948–2004), sowjetischer Basketballspieler
- Korkin, Alexander Nikolajewitsch (1837–1908), russischer Mathematiker
- Korkina, Jewdokija Innokentjewna (1917–2009), sowjetisch-russische Turkologin und Hochschullehrerin jakutischer Herkunft
- Korkina, Swetlana (* 1971), russische Schachspielerin
- Korkisch, Friedrich (1908–1985), deutscher Jurist

### Korkm
- Korkmaz, Ali İsmail (1994–2013), türkischer Student, Demonstrant und Todesopfer der Gezi-Proteste in der Türkei im Jahr 2013
- Korkmaz, Alp (* 1981), türkischer Schauspieler
- Korkmaz, Bülent (* 1968), türkischer Fußballspieler und -trainerBülent Korkmaz (* 1968)

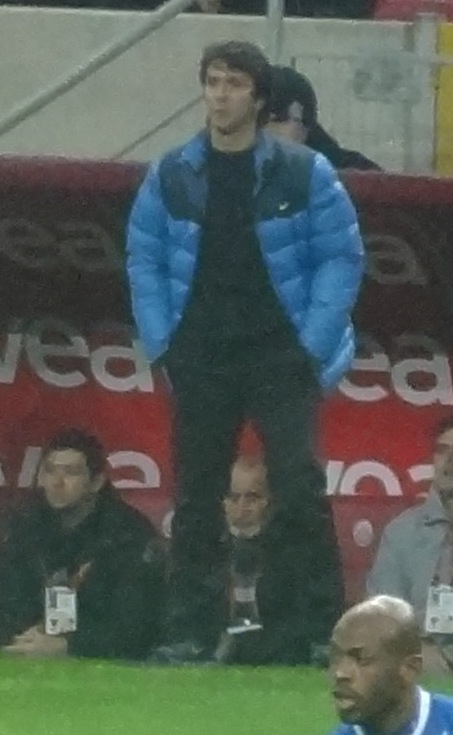
Bülent Korkmaz (* 1968)

- Korkmaz, Çağla (* 1990), deutschtürkische Fußballspielerin
- Korkmaz, Cem (1987–2017), türkischer YouTuber und Schauspieler
- Korkmaz, Egemen (* 1982), türkischer Fußballspieler
- Korkmaz, Elvan (* 1985), deutsche Politikerin (SPD)
- Korkmaz, Evren (* 1997), niederländisch-türkischer Fußballspieler
- Korkmaz, Furkan (* 1997), türkischer Basketballspieler
- Korkmaz, Gökhan (* 1991), türkischer Fußballspieler
- Korkmaz, Mahsum (1956–1986), kurdischer PKK-Kämpfer
- Korkmaz, Mahsum (* 1999), türkischer Sprinter
- Korkmaz, Mert (* 1971), türkischer Fußballspieler
- Korkmaz, Salih (* 1997), türkischer Geher
- Korkmaz, Serkan (* 1992), türkischer Fußballspieler
- Korkmaz, Şeyma (* 1988), türkische Schauspielerin
- Korkmaz, Ümit (* 1985), österreichischer Fußballspieler türkischer Abstammung
- Korkmaz, Zeki (* 1988), türkischer Fußballspieler
- Korkmazyürek, Hasip (* 2003), deutsch‑türkischer Fußballspieler

### Korku
- Korkud († 1513), osmanischer Prinz, Reichsverweser, Gouverneur
- Korkut, Abdulkadir (* 1993), türkischer Fußballspieler
- Korkut, Efe (* 2006), türkischer Fußballspieler
- Korkut, Ersin (* 1977), türkischer Schauspieler
- Korkut, Tayfun (* 1974), deutsch-türkischer Fußballspieler und -trainerTayfun Korkut (* 1974)

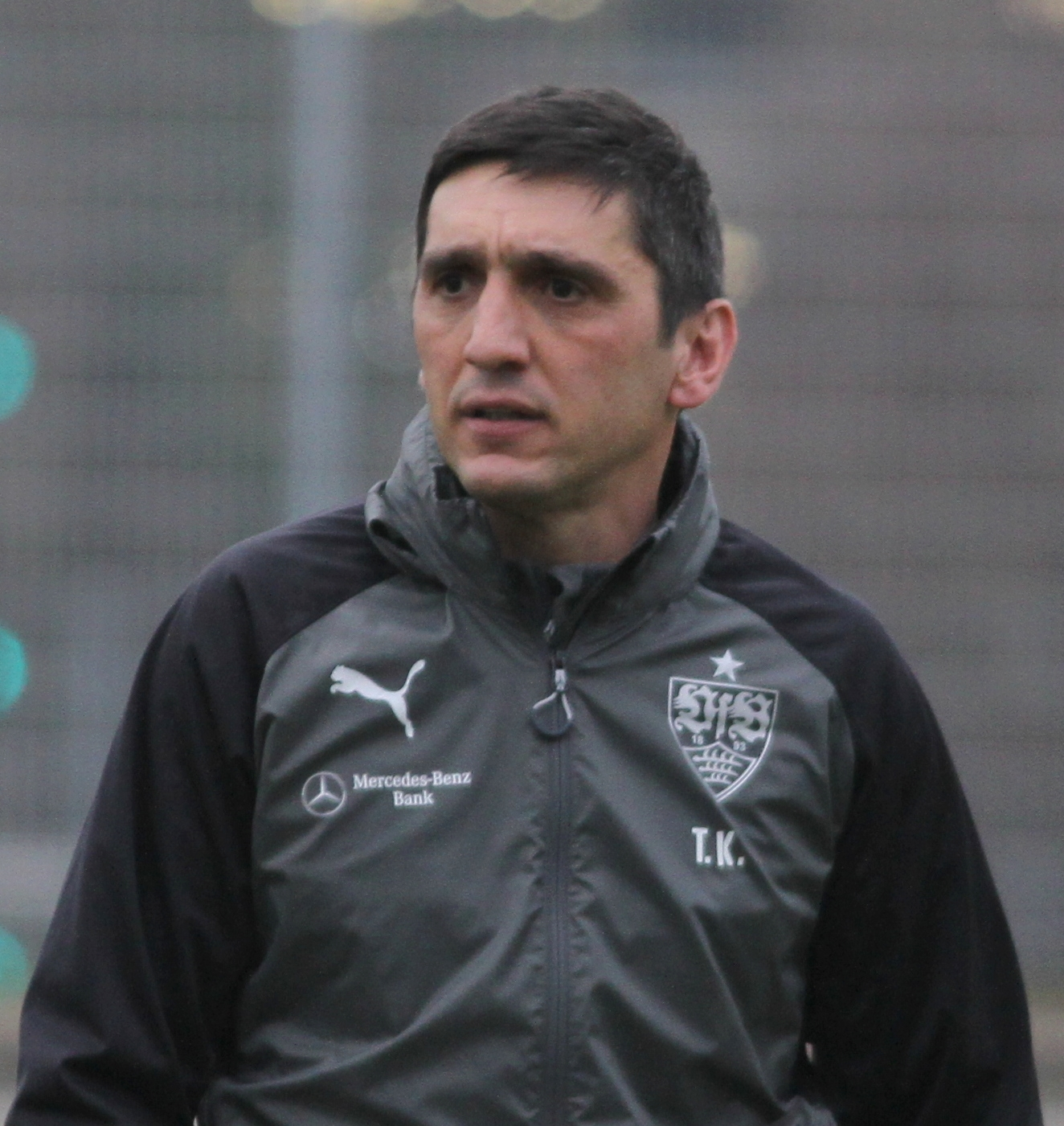
Tayfun Korkut (* 1974)

- Korkuti, Muzafer (* 1936), albanischer Archäologe und Prähistoriker